# 草田草太
草田 草太（くさだ そうた、1993年5月20日 - 2022年10月5日）は、日本の女性イラストレーター。栃木県出身。

## 来歴
2013年にサービスを開始したブラウザゲーム『艦隊これくしょん -艦これ-』のキャラクターデザイン参加を始め、企業広告のイラストやライトノベルの挿絵、VTuberのデザイン等を手掛けていた。産経新聞社主催の「絵師100人展」に2016年の第6回、2018年の第8回と2回にわたり出展している。
2020年1月5日に結婚したことを、翌日にTwitterアカウントにおいて報告した。
2022年10月5日、自殺を図り死去。訃報は5日後の10日に草田の夫により公表された。29歳没。遺書は見つかっておらず、直近の約束のキャンセル等もされていないことから、衝動的なものであると夫は推測している。生前に同人サークル「明日葉」のコミックマーケット101への参加が申し込まれており、12月31日にサークルが配置された。夫が出席し、在庫のある既刊等の頒布が行われ、全て頒布し終えた。

## 作品
下記の他、同人サークル「明日葉」の名義でオリジナル作品や食レポを題材にした同人誌を発行していた。

### キャラクターデザイン
- 艦隊これくしょん -艦これ-（睦月、如月、弥生、卯月、水無月、Perth）[7][15][16][17]
- 温泉むすめ（犬鳴山命）[11][18]

### 挿絵
- 異世界で学ぶ人材業界（北元あきの：著、講談社ラノベ文庫）[5][19]

### その他
- COMP - 広告イラスト[20]
- 「純米吟醸酒 大那」ラベルデザイン[6]
- 冊子「インターネットのスマートな使い方」イラスト（メガリスITアライアンス）[21]